# Methional
Methional je organická sloučenina se vzorcem CH3SCH2CH2CHO, produkt rozkladu methioninu, obsahující aldehydovou i thioetherovou funkční skupinu. Jedná se o významnou složku aromatu bramborových lupínků. Ve stopových množstvích se také objevuje v černém i zeleném čaji a ve výrobcích z nich. Snadno se rozpouští v alkoholech, například propylenglykolu a dipropylenglykolu.

## Výskyt
Methional se vytváří reakcemi α-dikarbonylových sloučenin (meziproduktů Maillardovy reakce) s methioninem prostřednictvím Streckerovy degradace:
CH3SCH2CH2CH(NH2)CO2H + O → CH3SCH2CH2C(=NH)CO2H + H2O
CH3SCH2CH2C(=NH)CO2H + H2O → CH3SCH2CH2CHO + NH3 + CO2
Methional se snadno rozkládá na methanthiol, následně oxidovaný na dimethyldisulfid, který se podílí na chuti brambor. Methionin Streckerovou degradací vytváří také alkylpyraziny, které se podílí na chuti tepelně upravených potravin. Vzhledem k jeho snadnému rozkladu se velká část methionalu přitom ztrácí.
Podobně se za přítomnosti flavinmononukleotidu methionin působením světla oxiduje na methional, amoniak, a oxid uhličitý.
CH3SCH2CH2CH(NH2)CO2H → CH3SCH2CH2CHO + NH3 + CO2

## Výroba a reakce
Methional se vyrábí reakcí methanthiolu s akroleinem.
CH3SH + CH2=CHCHO → CH3SCH2CH2CHO
Streckerovou syntézou lze methional přeměnit na methionin. U zvířecích doplňků stravy není potřeba enantiomerně čistý methionin.
Methional má také využití jako reaktant v organické chemii.